# Jakob Gordin

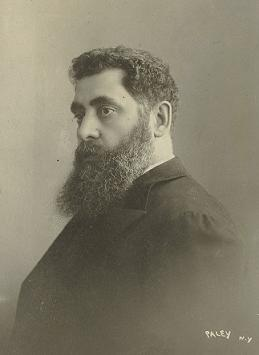
Jakob Gordin

Jakob Gordin (auch Jakob Michailowitsch Gordin, Jacob Gordin,  jiddisch: יעקבֿ גאָרדין Jankew Gordin; geboren am 1. Mai 1853 in Mirgorod, Russisches Kaiserreich; gestorben am 11. Juni 1909 in New York) war ein jiddischer Autor. Er schrieb über 70 Theaterstücke und war der meistgespielte Autor auf jiddischen Bühnen in den USA. Er schrieb als erster realistische Dramen in jiddischer Sprache. Gordin begründete in Amerika den Strang des „ernsthaften“ jiddischen Theaters, neben den unterhaltsamen Stücken von Abraham Goldfaden. Auch viele jiddische Filme wurden nach seinen Stücken gedreht.

## Leben
Jakob Gordin wurde 1853 in einer jüdischen Familie in Myrhorod in der heutigen Ukraine geboren. Seit 1870 veröffentlichte er Erzählungen in verschiedenen russischsprachigen Zeitungen. Er arbeitete als Landwirt und als Werftarbeiter in Odessa, als Schauspieler, Lehrer, sozialistischer Agitator und Journalist.
1879 gründete er in Elisabethgrad die Biblische Brüderschaft, eine Bewegung, die vom orthodoxen Judentum abrückte, den religiösen Vorstellungen Tolstois nachzufolgen versuchte und die Rückkehr zu physischer Arbeit propagierte.
Im Juli 1891 emigrierte er in die USA und schrieb dort für russische Zeitungen.
Er versuchte erfolglos den Aufbau einer Kolonie auf kommunistischer Grundlage.
Nach der Bekanntschaft mit dem jiddischen Theaterleiter Jacob Adler und dem bedeutenden Schauspieler Sigmund Mogulescu begann er in jiddischer Sprache und für das jiddische Theaters zu schreiben.
Jakob Gordin schrieb als erster realistische Dramen für jiddische Bühnen. Bis dahin wurden dort Stücke von Abraham Goldfaden und anderen aufgeführt, die das jiddische Theater zwar hervorgebracht hatten, aber das reale Leben der jüdischen Welt zu wenig berücksichtigten.
Daneben bearbeitete er eine Vielzahl der vorzüglichsten europäischen Dramen, wobei er deren Handlung oft in einem jüdischen Milieu ansiedelte.
Große Erfolge waren u. a. Der jidischer kenig Lier (1892) nach Shakespeare (Übertragung des Themas der undankbaren Kinder auf einen Generationenkonflikt zwischen traditionell denkenden und lebenden Eltern und ihren amerikanisierten Kindern), Mirele Efros (1898) und Got, mentsch un tajwl (1900) nach Goethes Faust.
Gordin adaptierte Lessings Nathan der Weise, Schillers Kabale und Liebe, Dramen von Ibsen, Molière, und schuf Theaterfassungen von Erzählungen von Tolstoi, Gogol und anderen.
Er schrieb auch Aufsätze über dramaturgische und schauspielerische Fragen und trug damit viel zur Hebung der jüdischen Schauspielkunst bei.
Vorübergehend leitete er zusammen mit Jacob Adler ein Theater, das hauptsächlich seine eigenen Stücke zur Aufführung brachte.
1909 starb Gordin in New York.
Seit 1912 erschienen Gordins Dramen auch in russischer Übersetzung und wurden auf russischen Bühnen mit großem Erfolg aufgeführt. Ab 1911 waren seine Dramen Vorlage für sehr viele jiddische Filme.

## Werke (Auswahl)
- Ernani, 1886 (nach Victor Hugo)

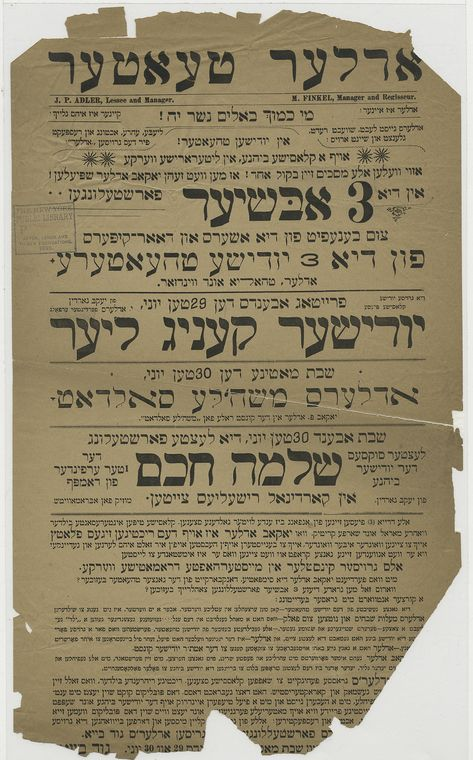
Plakat für Der idische kenig Lier 1898

- Sibirien, 1892 (sein erstes Drama, ein realistisches Stück aus der jüdischen Gegenwart)
- Der grosse Sozialist, 1892
- Die Freiheit, 1892 (sein erstes Stück in Amerika, das gleich vom Erfolg gekrönt wurde)
- Der idische kenig Lier, 1892 (nach Shakespeare)
- Mohammed und die Juden in Arabien, 1894 (historische Oper)
- Egel Hasahaw, der goldene Gott, 1895
- Der wilde König, 1896 (phantastische Oper)
- Revisor, 1896 (nach Gogol)
- Medea, 1896 (nach Grillparzer)
- Nathan der Weise, 1897 (nach Lessing)
- Selig Itzik der Fidler, 1897 (nach Schillers Kabale und Liebe)
- Mirele Efros, 1898 (sein bedeutendstes und zugleich beliebtestes Stück)
- Gebrüder Luria, 1898
- Die Waise, 1898
- Der wilde Mensch, 1898
- Kapitän Dreyfuss, 1898
- Got, mentsch un teiwl, 1900 (nach Goethes Faust)
- Die schöne Mirjam, 1900
- Der Eid, 1900 (in Anlehnung an Hauptmanns Fuhrmann Henschel)
- Kreutzersonate, 1902 (nach Tolstoi)
- Der Ez hadaath, 1902
- Chasie die Jesoime, 1903
- Die Pelischtim, 1904
- Rosa Berndt, 1904 (nach Hauptmann)
- Der Unbekannte, 1905
- Mina, 1906
- Elischa ben Abuja, 1906
- Die Kinder der Sonne von Gorki, 1906 (Übersetzung)
- Der Fremde, 1906 (romantisches Drama)
- Auf dem Berg, 1907
- Ohne Heim, 1907
- Goluth Galizien, 1908
- Die Meschigaath in Amerika, 1908
- Die Muhme von Warschau, 1910 (Komödie)

## Ausgaben (Auswahl)
- Jakob Gordins ein-akters, New York 1907
- Ale schriftn fun Jakob Gordin, 4 Bde., New York 1910
- Jakob Gordins Dramen, 2 Bde., New York 1911